# Anisia congerens
Anisia congerens là một loài ruồi trong họ Tachinidae.